# Palais Esterházy (Wallnerstrasse)
För släkten Esterházy och andra slott med samma namn, se Esterházy

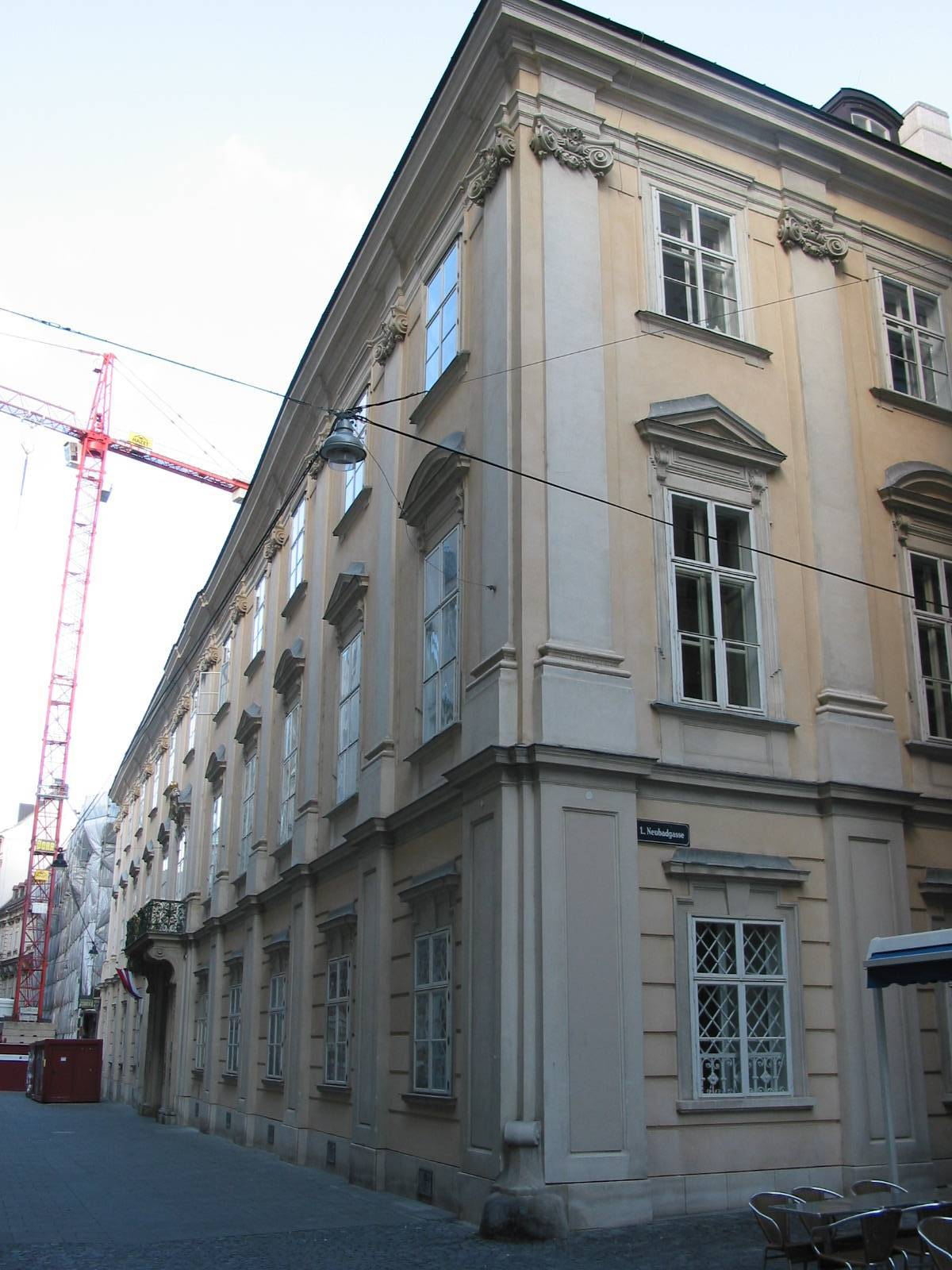
Palais Esterházy på Wallnerstraße i Wien

Palais Esterházy är en barockbyggnad på Wallnerstrasse i Wien i Österrike. Huset är namngivet och ägs av den ungerska adelsätten Esterházy. Det finns ytterligare en byggnad med namnet Palais Esterházy i Wien, den är belägen på Kärntnerstrasse.
Familjen började bygga huset mellan 1685 och 1695 och den fick dagens utseende under en ombyggnad mellan åren 1806 och 1820. Under 1900-talet har familjen knappt använt huset och efter renoveringar efter andra världskriget är det mesta av byggnaden uthyrt. I den före detta vinkällaren ligger restaurangen Esterházykeller.